# ابراهیم فیومی
ابراهیم فیومی (۱۹۴۰–۲۰۰۴) ادیب، استاد دانشگاه، پژوهشگر داستان‌نویسی و ناقد ادبی اردنی-فلسطینی بود.در روستای نعناعهٔ فلسطین زاده شد و همان‌جا ابتدا دانش آموخت. از دانشگاه قاهره، دانشکدهٔ ادبیات در رشتهٔ زبان عربی در سال ۱۹۶۴م دانش‌آموخته شد. سپس دکترای ادبیات عربی را در سال ۱۹۷۹ از همان‌جا گرفت. در دانشگاه یرموک ۲۳ سال به تدریس پرداخت. احمد شوقی ناثراً، الواقعیة فی الروایة العربیة (واقع‌گرایی در داستان‌نویسی عربی)، دراسات فی الروایة والقصة القصیرة (بررسی‌ها در ادبیات داستانی و داستان کوتاه)، قراءة نقدیة فی الروایة العربیة (خوانش نقدآمیز در داستان‌نویسی عربی) از آثار اوست. کتابخانهٔ شخصی او حدود ۲۱۱۹ مورد را شامل می‌شد که ورثهٔ او به دانشگاه یرموک اهدا کردند.